# Нонапразеодимтетрагаллий
Нонапразеодимтетрагаллий — бинарное неорганическое соединение
празеодима и галлия
с формулой Ga4Pr9,
кристаллы.

## Получение
- Сплавление стехиометрических количеств чистых веществ:

{\displaystyle {\mathsf {9Pr+4Ga\ {\xrightarrow {650^{o}C}}\ Ga_{4}Pr_{9}}}}

## Физические свойства
Нонапразеодимтетрагаллий образует кристаллы
тетрагональной сингония,
пространственная группа I 4/m,
параметры ячейки a = 1,2008 нм, c = 0,5182 нм, Z = 2,
структура типа нонасамарийтетрагаллия Ga4Sm9
.
Соединение  образуется по перитектической реакции при температуре ≈650°C.